# Lough Foyle

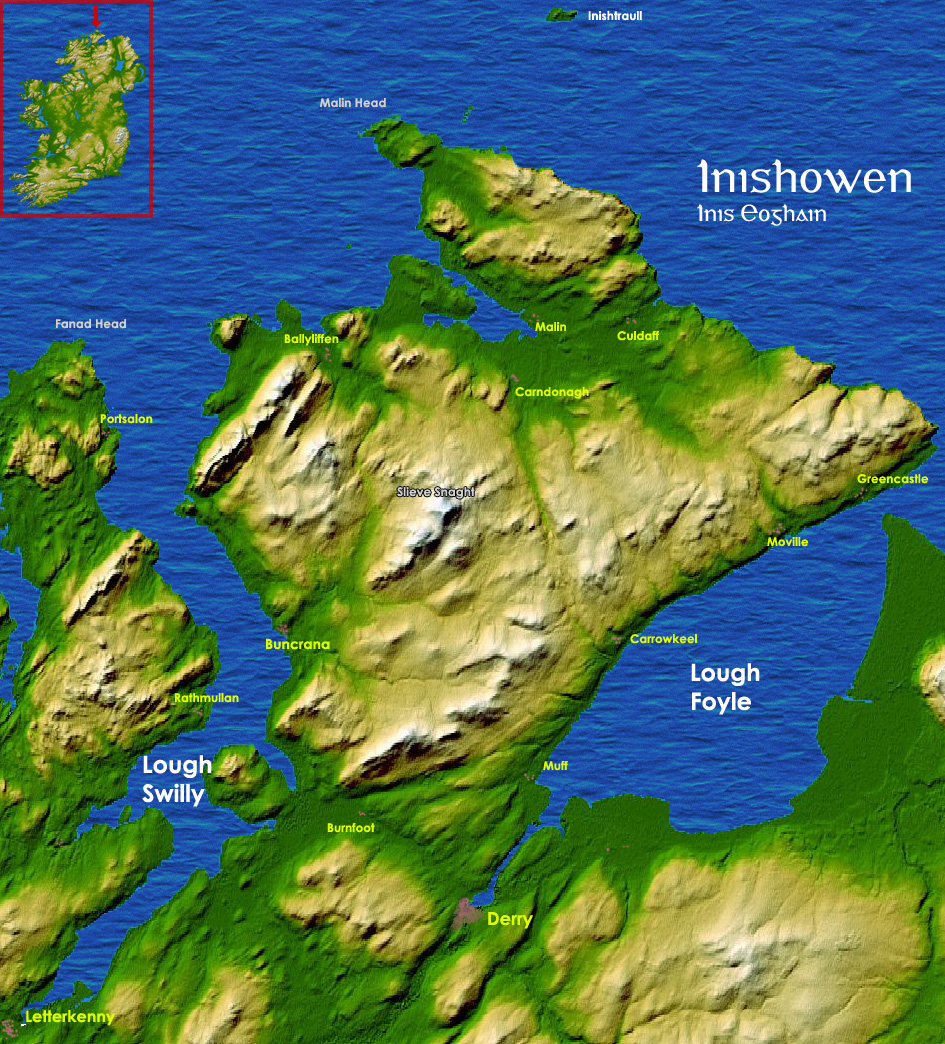
Lough Foyle, ad est di Inishowen

Il Lough Foyle (Loch Feabhail in gaelico irlandese) è una particolare insenatura situata fra la penisola di Inishowen, nel Donegal, e l'Irlanda del Nord, di forma quasi circolare e con un'apertura sull'oceano Atlantico ridottissima, a tal punto da sembrare quasi un lago (da lì il nome lough). Importanti centri sul lough sono la città nordirlandese di Derry, il porto irlandese di Greencastle e la graziosa Moville.

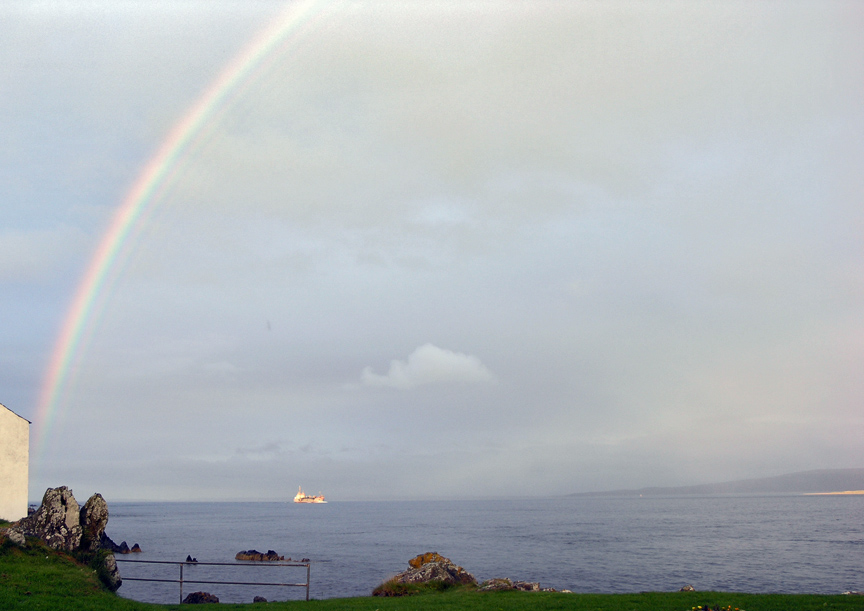
Lo sbocco del Lough Foyle sull'Atlantico visto da Greencastle
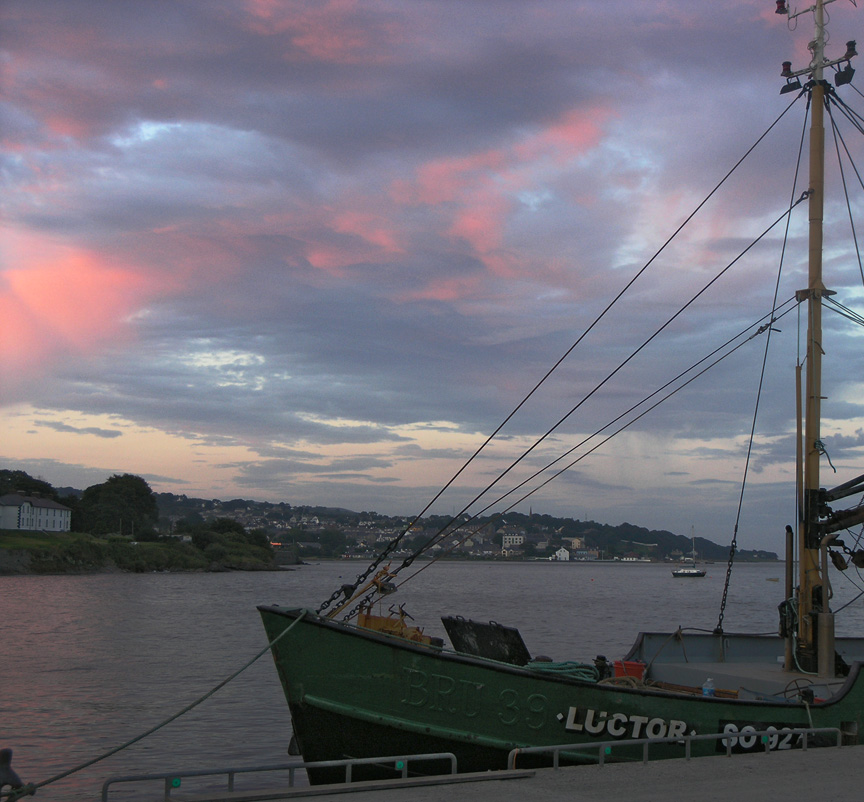
Moville sul Lough Foyle

Formatosi senz'altro come estuario del fiume Foyle, d'estate è attraversato da vari traghetti che collegano Londonderry al Donegal. C'è anche un simpatico e curioso detto sul Lough Foyle: "when one is on a boat on Lough Foyle, one is at the only place in the world where north is south, and south is north" ("quando una persona va in barca sul Lough Foyle, sta sull'unico posto dove il nord è sud e viceversa"): questo perché il punto più settentrionale del Donegal, capo Malin, che fa parte della Repubblica d'Irlanda, è situato più a nord dell'Irlanda del Nord.